# 1504 en santé et médecine
| Années de la santé et de la médecine : 1501 - 1502 - 1503 - 1504 - 1505 - 1506 - 1507    |
| Décennies de la santé et de la médecine : 1470 - 1480 - 1490 - 1500 - 1510 - 1520 - 1530 |

Cet article présente les faits marquants de l'année 1504 en santé et médecine.

## Fondation
- 1504-1505 : fondation, par Pierre Cointet, de l'hôpital Sainte-Croix de Baume-les-Dames, en Franche-Comté[1].

## Événement
- Entre 1504 et 1507 : Léonard de Vinci (1452-1519) fait des expériences pour décrire l'anatomie du système ventriculaire du cerveau[2].

## Publications
- La Fleur de lis en médecine de Bernard de Gordon est imprimée par Jean Petit, pour le libraire parisien Durand Gerlier, sous le titre de Fleur de chirurgie, probablement pour viser un lectorat de barbiers chirurgiens qui, contrairement aux médecins, ne lisent pas le latin et ne sont pas soumis à l'interdiction, par la Faculté, de divulguer leur science en français[3].
- « Un obscur médecin génois appelé Tommaso Murchi » fait imprimer à Lyon « toutes les œuvres médicales d'Arnaud [de Villeneuve] qu'il [a pu] trouver », et le texte de cette édition deviendra « la vulgate ou la version canonique des œuvres d’Arnaud à l’époque moderne[4] ».
- « Un médecin espagnol, Rodrigo Diaz de l'Isla (es), décrit correctement la syphilis et situe son foyer dans l'île d'Hispaniola » ; on comprend alors qu'elle a été « amenée en Europe par les marins de Colomb en contact avec les femmes taïnos[5] ».

## Naissances
- Jérémie Trivère (mort en 1554), médecin des Pays-Bas[6].
- En 1504[7] (ou entre 1500 et 1505[8]) : Pierre Franco (mort vers 1565 ou en 1578), chirurgien français.
- Vers 1504 : Charles Estienne (mort en 1564), médecin, imprimeur et écrivain français[9],[10].

## Décès
- 24 septembre : Bartolomeo della Rocca (en) (né en 1467), médecin bolognais, connu comme chiromancien et physiognomoniste par son traité sur la « renaissance » de ces deux sciences : Chyromantie ac physionomie anastasis[11],[12].